# Donna Karan
Donna Karan, vero nome Donna Ivy Faske (New York, 2 ottobre 1948), è una stilista, imprenditrice e direttrice artistica statunitense, fondatrice della casa di moda DKNY (Donna Karan New York).

## Carriera
Nata a Long Island, sua madre era una modella, mentre suo padre, morto quando lei aveva tre anni, un sarto. La sua famiglia è ebrea. La Karan comincia a lavorare nel settore della moda all'età di 14 anni.

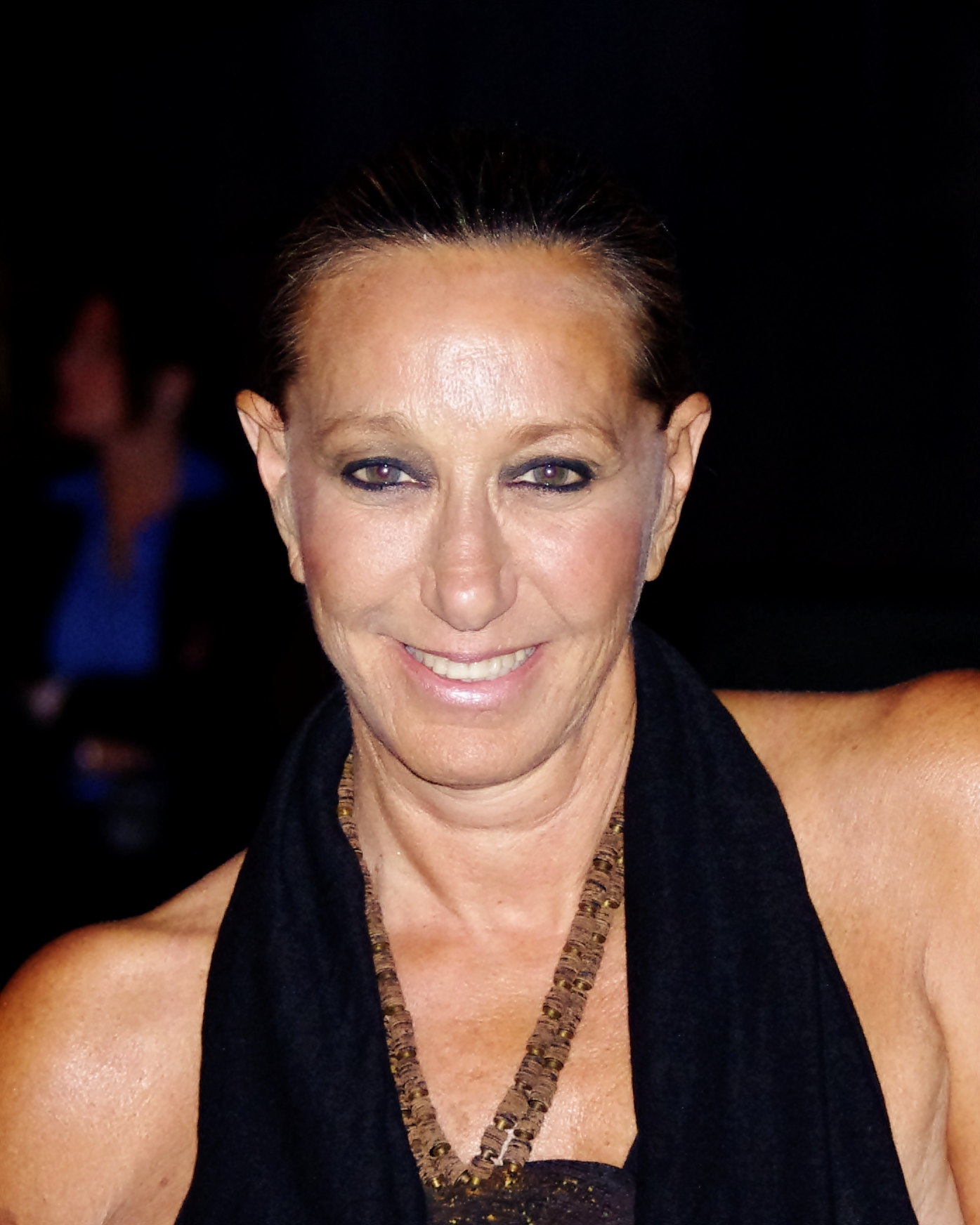
Karan nel 2012

Dopo essersi diplomata nel 1966 alla Hewlett High School frequenta la Parson's School of Design di New York per due anni, che però abbandona per poter lavorare presso Anne Klein. In seguito alla morte della Klein, Donna Karan diviene la direttrice artistica del marchio Anne Klein, e ricopre tale ruolo fino al 1989. In quel periodo la Karan lancia diverse importanti linee come la Essentials line e la Seven Easy Pieces.
Nel 1973 sposa Mark Karan, da cui divorzierà poco dopo, ma di cui manterrà il cognome. Nel 1985 fonda la propria casa di moda, la DKNY, di medio costo e destinata ad un pubblico giovane, che gestisce insieme al secondo marito Stephan Weiss. DKNY ottiene un ottimo successo, e collabora con diversi altri importanti brand, primo fra tutti Estée Lauder Companies.
Nel 1988, Karan, soprannominata The Queen Of Seventh Avenue, estese la sua linea femminile "Donna Karan New York" creando una linea di abbigliamento meno costosa per le donne più giovani, chiamata DKNY. Due anni dopo, ha creato DKNY Jeans, una collezione ispirata al denim. DKNY for men è stato lanciato nel 1992, un anno dopo la presentazione della linea "Signature" per uomini. Nel 1992, Karan pubblicò anche il suo abito "a spalla fredda", un abito a maniche lunghe in jersey che presentava profondi ritagli sulle spalle per rivelare la pelle sottostante. 
Karan ha lasciato la sua posizione di CEO nel 1997, ma ha continuato come presidente e designer per la linea Donna Karan. Dopo il 2002, i contributi dei designer di Karan sono diventati sempre meno. Nell'agosto 2008, Karan ha rilanciato le sue linee di fragranze fuori produzione dal 1990.
Nel corso della propria carriera Donna Karan ha vinto, tra gli altri riconoscimenti, il Council of Fashion Designers of America Award ed il Coty American Fashion Critics Award. Inoltre ha ricevuto una laurea honoris causa dalla Parson's School of Design di New York nel 1987.